# Rakita (Bijelo Polje)
Pour les articles homonymes, voir Rakita.
Rakita (en serbe cyrillique: Ракита) est un village du nord-est du Monténégro, dans la municipalité de Bijelo Polje.

## Démographie

### Évolution historique de la population[1]
| 1948 | 1953 | 1961 | 1971 | 1981 | 1991 | 2003 |
| ---- | ---- | ---- | ---- | ---- | ---- | ---- |
| 179  | 172  | 233  | 251  | 207  | 150  | 120  |